# Lite delle comari
Lite delle comari, o affare delle comari, è il nome giornalistico di uno scontro politico che, nel 1982, oppose il ministro del tesoro Beniamino Andreatta al ministro delle finanze Rino Formica. 
L'evento, che aveva portato a un duro scambio di battute a distanza tra i due, e le cui ragioni riguardavano la contestuale separazione in atto tra tesoro e Banca d'Italia (avviata nel luglio del 1981), ebbe conseguenze tali da culminare nella caduta del secondo governo Spadolini e nella formazione del quinto governo Fanfani.

## Storia
Il 23 agosto 1982, il repubblicano Giovanni Spadolini, primo presidente del Consiglio dei ministri non democristiano della storia dell'Italia repubblicana, formò il suo secondo governo e giurò nelle mani del presidente della Repubblica Sandro Pertini: l'esecutivo possedeva la stessa compagine del precedente e i giornali lo descrissero ironicamente come governo fotocopia, espressione che ebbe una fortuna successiva. In particolare, furono confermati nei due dicasteri economici più importanti, quello delle finanze e quello del tesoro, rispettivamente il socialista Rino Formica e il democristiano Beniamino Andreatta, che già in precedenza avevano avuto dei significativi screzi.

### Ilcasus belli
La polemica tra Andreatta e Formica giungeva alla fine di una dura contrapposizione politica tra i due ministri, in merito alla recente questione della "separazione dei beni" o "divorzio" tra Tesoro e Banca d'Italia (allora guidata da Carlo Azeglio Ciampi), consistente nel sollevamento della Banca d'Italia dall'obbligo della garanzia del collocamento integrale in asta dei titoli pubblici offerti dal Ministero del Tesoro. La "separazione consensuale" avvenne senza il minimo coinvolgimento, quantomeno formale, del parlamento, e aveva provocato non pochi problemi a entrambi i governi Spadolini, soprattutto per il repentino aumento del fabbisogno finanziario dello stato (e del conseguente indebitamento dello stato) che essa aveva determinato.
Formica, per far fronte all'emergenza dei conti pubblici, propose (nelle parole di Andreatta) "di rimborsare una quota soltanto del debito del Tesoro con una specie di concordato extragiudiziale". Alla proposta di Formica, Andreatta rispose "a rime baciate", paventando il panico che da tale decisione sarebbe derivato sullo stato di salute delle finanze statali. Si parlò anche della possibilità, sostenuta da Formica, di giungere in tempi brevi a una tassazione delle rendite finanziarie e, in particolare, di BOT e CCT. La contrapposizione fu all'origine del duro scambio di battute successivo.

### Lo scambio di commenti
Già nell'aprile di quell'anno, si erano create forti tensioni tra Andreatta e il Partito socialista italiano guidato da Bettino Craxi. Andreatta, riferendosi al PSI, aveva detto, "quel partito ha in mente per l'Italia una forma di nazionalsocialismo". Di fronte alle inevitabili proteste, l'economista di Trento si difese, affermando di aver inteso "socialismo nazional(ista)" ma di essersi espresso all'inglese, con l'aggettivo prima del sostantivo: la vera critica che intendeva muovere al PSI, a suo dire, atteneva all'indirizzo socialista e nazionalista del partito, ostinatamente contrario ai processi di privatizzazione e di liberalizzazione dell'economia. Questa spiegazione non placò le polemiche, che si conclusero - provvisoriamente - solo per intervento del Quirinale. Ambienti vicini al Palazzo furono autorizzati a riferire che Sandro Pertini (il quale, da socialista, aveva combattuto il nazionalsocialismo nella Resistenza) giudicava "disgustoso" il commento di Andreatta.
Qualche mese dopo, su Il Popolo, organo ufficiale della DC, un articolo a firma di Remigio Cavedon definì Formica "un commercialista di Bari esperto in fallimenti e in bancarotta i cui propositi dissennati sono un insulto all'intelligenza", attribuendo tale dichiarazione ad Andreatta (fu poi Formica a dichiarare che "l'attacco nei miei confronti non fu scritto da lui [Andreatta], ma dal giornalista del Popolo Cavedon che poi glielo attribuì"). Il ministro delle Finanze reagì rilasciando, il 5 novembre 1982, alle agenzie di stampa la seguente dichiarazione: "Se un professore che ha studiato a Cambridge e si è specializzato in India perde le staffe e usa un linguaggio da ballatoio vuol dire che abbiamo una comare come Lord dello Scacchiere". Le principali testate nazionali si occuparono molto del caso e unanimemente il litigio tra due dei più importanti ministri del governo verrà definito "la lite delle comari", con intento sarcastico e spregiativo.

### Conseguenze
Di fronte alla manifesta assenza di comunione d'intenti tra i due ministri, l'11 novembre Spadolini fu costretto a rassegnare le dimissioni del suo esecutivo. Inizialmente Pertini le respinse e chiese un dibattito in aula per verificare l'effettivo venir meno della maggioranza parlamentare. Il 13 novembre il dibattito parlamentare si concluse con la conferma della caduta dell'esecutivo, in quanto la DC manifestò che non avrebbe appoggiato un governo in cui era presente Formica, mentre il PSI si era dichiarato indisponibile ad assegnare ruoli istituzionali ad Andreatta. Il 1º dicembre le consultazioni presidenziali si conclusero e Amintore Fanfani fu incaricato di formare il nuovo governo (Fanfani V), in cui né Andreatta né Formica furono chiamati a far parte, sostituiti rispettivamente da Giovanni Goria e Francesco Forte.